# Вечевая площадь (Жолква)
Вечева́я пло́щадь — центральная площадь города Жолквы (Львовская область, Украина). В советский период — площадь Ленина.
Современная Вечевая площадь была заложена перед Жолковским замком как главная торговая площадь города и носила название площадь Рынок. Богатый архитектурный ансамбль площади создавали каменные дома с высокими крышами, подсеньями и аттиковым завершением с запада и востока, а также костёл Святого Лаврентия с запада. По обе стороны замка к площади примыкали оборонительные стены с казематами и деревянными боевыми галереями и две городские ворота — Зверинецкая и Глинская.
Первые этажи зданий занимали преимущественно магазины. Несколько домов имеют аркадные галереи, которые дают возможность находиться на площади при любой погоде. Часть композиции площади было утрачена в 1941 году, когда нацистами был разрушен преимущественно еврейский квартал по Львовской улице. Недалеко от этого места видны следы археологических раскопок, которые выявили подвалы прошлых сооружений. Здесь установлен знак, сообщающий, что «здесь должен стоять памятник Тарасу Шевченко, великому сыну Украины».
В краеведческой литературе приводятся сведения о некоторых владельцах и истории отдельных зданий. В частности, в XVII столетии дом № 13 принадлежал главному таможеннику Русских земель Речи Посполитой Якубу Бецалу, который купил его у золотника Станислава Томашовича. В доме № 7 размещалась еврейская типография Ури Фебуса «Гай Леве», приглашённого Яном ІІІ Собеским из Амстердама в 1691 г. В доме № 9 могло содержаться посольство Венецианской республики, упоминания о котором есть в исследовании армянского монаха Садока Баронча. Об этом может свидетельствовать крылатый лев на фасаде.
- Виды Вечевой площади в Жолкве